# Hasanul Haq Inu
Hasanul Haq Inu, né le 12 novembre 1946 à Bheramara, dans le district de Kushtia, dans la présidence du Bengale, aux Indes britanniques, est un politicien bangladais et ancien ministre de l'Information du Bangladesh,. Il dirige une faction du Jatiya Samajtantrik Dal et a été impliqué dans une insurrection marxiste dans les années 1970.

## Jeunesse et éducation
Haq Inu est né à Bheramara, dans le district de Kushtia, d'A.H.M. Qamrul Haq, un employé de Karnaphuli Paper Mills, et de Begum Hasna Hena Haq.Il a obtenu un diplôme en génie chimique de l'université d'ingénierie et de technologie du Pakistan oriental en 1970.

## Carrière politique
Haq Inu a rejoint la Bangladesh Chhatra League en 1968 et a été nommé secrétaire général de son unité de l'université d'ingénierie en 1969.

### 1972–1975
Après l'indépendance de la Bangladesh Bangladesh Bangladesh Chhatra League, la branche étudiante de la Bangladesh Awami League s'est scindée à la suite de divergences idéologiques entre le neveu du cheikh Mujibur Rahman, Sheikh Fazlul Haque Mani, formant Jatiya Samajtantrik Dal, menée par Serajul Alam Khan. Hasanul Haq Inu s'est joint à cette faction.
Le parti a appelé à l'établissement du socialisme par une révolution armée. Il avait une branche armée, Gonobahini, qui dirigeait une violente insurrection contre le gouvernement du Sheikh Mujibur Rahman. En 1974, Hasanul Haq Inu a dirigé un groupe d'hommes armés pour attaquer la résidence du ministre de l'Intérieur de l'époque, Mansur Ali, ce qui a entraîné le massacre de Ramna en 1974 (en). Il a également distribué des dépliants antigouvernementaux.

### Après l'assassinat du Sheikh Mujibur Rahman.
Après l'assassinat du Sheikh Mujibur Rahman et de sa famille en 1975, Inu et le chef militaire de Gonobahini, le colonel Abu Taher, ont sauvé le chef militaire Ziaur Rahman de l'assignation à résidence, pour faciliter une prise du pouvoir marxiste. Le 7 novembre 1975, Haq Inu a mené une attaque contre le haut-commissariat de l'Inde pour enlever le haut-commissaire Samar Sen (en),. Ziaur Rahman s'est rendu compte que le désordre provoqué par la mutinerie des soldats devait être fermement réprimé si l'on voulait rétablir la discipline dans l'armée. Il a déclaré la loi martiale et a réprimé le Jatiya Samajtantrik Dal. Abu Taher a été condamné à mort par un tribunal militaire pour trahison et Haq Inu a été condamné à la prison à vie,.

### Depuis 2008
Haq Inu a été élu pour Kushtia-2 au Parlement du Bangladesh. Il est président d'une faction du Jatiya Samajtantrik Dal, qui est membre du gouvernement de coalition de la Ligue Awami au Bangladesh. Il a été nommé ministre de l'Information en 2012, en remplacement d'Abul Kalam Azad. Cette nomination a eu lieu malgré les protestations des dirigeants de la Ligue Awami.
Durant son mandat il a accusé le Daily Naya Diganta de faire de la propagande contre le Tribunal pénal international.

## 2018
Comme seul ministre de haut rang du gouvernement bangladais, Hasanul Haq a publiquement protesté contre les propos du président du parti Bharatiya Janata, Amit Shah, qui qualifie les Bangladais de « termites ». En un mot fort, Haq Inu a déclaré lors d'un rassemblement public : « Amit Shah a fait une remarque non désirée en décrivant les Bangladeshis comme des termites. Nous, à Dacca, n'accordons aucune importance à sa déclaration, car elle n'a pas la gravité d'une déclaration officielle de l'Inde ». Ses commentaires ont été largement rapportés dans les médias indiens et bien accueillis par les utilisateurs des médias sociaux du Bangladesh,,.

## Critique
Haq Inu a souvent été accusé d'avoir créé les conditions qui ont mené à l'assassinat du Sheikh Mujibur Rahman. En 2016, le secrétaire général de la Ligue Awami du Bangladesh, Syed Ashraful Islam, a fait remarquer que Jatiya Samajtantrik Dal et Hasanul Haq Inu avaient créé l'atmosphère politique qui avait conduit à l'assassinat de Sheikh Mujib. Il a également admis que faire de Hasanul Haq Inu un ministre était une erreur qu'ils « devaient expier ». D'autres chefs de l'opposition le tiennent également responsable de l'assassinat du Sheikh Mujib,.
En commentant les activités de Haq Inu en 1972-1975, le chef du Parti nationaliste du Bangladesh, Ruhul Kabir Rizvi (en), a déclaré : « L'attitude d'Inu à l'époque ressemblait à celle des militants de Laden, Zawahiri et Shaykh Abdur Rahman ». Il a également exigé son procès pour ses crimes devant un tribunal populaire.